# Łykowo
Łykowo (niem.: Leikow, Kreis Kolberg-Körlin) – wieś sołecka w Polsce położona w województwie zachodniopomorskim, w powiecie kołobrzeskim, w gminie Dygowo.
Według danych z 1 stycznia 2011 r. wieś miała 91 mieszkańców.